# Rowland Issifu Alhassan
Rowland Issifu Alhassan fue un parlamentario y diplomático ghanés.
- De 1962 a 1966 era Asesor Legal y Secretario del Consejo de Administración de la Agip Ghana Company Limited (Ghana Oil Company).
- De 1965 a 1966 y de 1979 a 1981 era miembro del Parlamento de Ghana.
- De 1969 a 1972 fue miembro de la Comisión de Tierras, de la Comisión de aluminio, de la Comisión de Ghana Costa de Marfil de la frontera de demarcación y del Comité de Desarrollo de la Región Norte.
- De 1979 a 1981 fue miembro del consjeo del Valco Trust Fund.(en:Volta Aluminum Company)
- En 1979  fue miembro fundador del en:Popular Front Party
- En 1992 fui candidato vicepresidencial de en:Albert Adu Boahen (en:New Patriotic Party) en las en:Ghanaian presidential election, 1992.
- De 1992 a 2001 fue patrón del en:New Patriotic Party en la Región Norte y Presidente del Consejo de Administración de la Escuela Secundaria en Tamale
- De 2001 a septiembre de 2006 fue embajador en Berlín.[1]